# Rabupura
Rabupura è una suddivisione dell'India, classificata come nagar panchayat, di 13.024 abitanti, situata nel distretto di Gautam Buddha Nagar, nello stato federato dell'Uttar Pradesh. In base al numero di abitanti la città rientra nella classe IV (da 10.000 a 19.999 persone).

## Geografia fisica
La città è situata a 28° 15' 0 N e 77° 35' 60 E e ha un'altitudine di 195 m s.l.m..

## Società

### Evoluzione demografica
Al censimento del 2001 la popolazione di Rabupura assommava a 13.024 persone, delle quali 6.963 maschi e 6.061 femmine. I bambini di età inferiore o uguale ai sei anni assommavano a 2.469, dei quali 1.341 maschi e 1.128 femmine. Infine, coloro che erano in grado di saper almeno leggere e scrivere erano 5.569, dei quali 3.734 maschi e 1.835 femmine.